# Teatro Sistina
Pour les articles homonymes, voir Sistina.
Le Teatro Sistina est un théâtre de Rome situé Via Sistina 129, comptant 1600 places. Pièces de théâtre et projections de film y ont alterné selon les époques et les personnes s'en occupant.

## Histoire
Le théâtre Sistina a été pensé par l'architecte Marcello Piacentini, à la demande de l’ECI (Esercizi Cinematografici Italiani), en vue de remplacer l'ancien palais du Pontificio Istituto Ecclesiastico Polacco par un cinéma-théâtre de vaste dimension. Les travaux commencèrent dès 1946 et l'inauguration eut lieu le 28 décembre 1949 avec la projection d'un film. S'y est produit le fameux Totò avec Isa Barzizza dans Bada che ti mangio. 
Dans les années 1950 le théâtre change de propriétaires, en passant à l’ENIC (Ente Nazionale Industrie Cinematografiche), qui fit construire d'autres salles importantes pour le cinéma dans Rome, inaugurant donc une concurrence importante à la salle Sistina. Le théâtre Sistina se dédia alors plus spécialement à la comédie musicale. Les noms des acteurs célèbres qui s'y sont produits sont Garinei et Giovannini, avec le compositeur Gorni Kramer, et les mises en scène de Giulio Coltellacci. 
Les années 1960 furent des heures de gloire, avec les revues de Macario et Walter Chiari avec des artistes du rang de Delia Scala, Renato Rascel, le Quartetto Cetra, Nino Manfredi, Paolo Panelli, Bice Valori, Teddy Reno, Domenico Modugno, Aldo Fabrizi, Marcello Mastroianni, Johnny Dorelli, Carlo Dapporto, Amália Rodrigues et d'autres encore.
Les spectacles les plus célèbres à s'y être donnés sont Rugantino, Rinaldo in campo, Attanasio cavallo vanesio, Aggiungi un posto a tavola, Alleluja brava gente.
Après les années 1970, ce sont les héritiers de Garinei et Giovannini qui reprennent le flambeau. Le théâtre reste dans la ligne du théâtre léger et des comédies musicales.